# Denzel Dumfries
Denzel Justus Morris Dumfries (Rotterdam, 1996. április 18. –) holland labdarúgó, az olasz Internazionale és a holland válogatott szélsője.

## Pályafutása

### Klub szinten
2014-ben került az amatőr Barendrecht csapatától a Sparta Rotterdamhoz, és 2015. február 20-án debütált a profik között az FC Emmen ellen. A 2014–2015-ös szezon során összesen három alkalommal lépett pályára, mindannyiszor csereként. A következő szezonban a gárda alapembere lett és összesen 33 mérkőzésen lépett pályára, melyek során megszerezte profi pályafutása első találatát is, az RKC Waalwijk elleni 5–2-es hazai bajnoki győzelem során. A Spartával az évad végén feljutott az Eredivisiébe, és ugyanebben az évben elnyerte az Eerste Divisie Év Tehetsége díjat.
2017 nyarán csatlakozott a Heerenveenhez a Belgiumba távozó Stefano Marzo helyére. Új csapatában a kezdetektől fogva meghatározó szerepet töltött be, a szezon első bajnokiján kezdőként debütált és végig is játszotta a mérkőzést az FC Groningen ellen. A 3–3-as döntetlennel végződő hazai találkozón két gólpasszt is kiosztott. Az évad során minden sorozatot figyelembe véve 37 mérkőzésen lépett pályára - mindössze egyet hagyott ki, eltiltás miatt - és 4 gól mellett 8 gólpasszt jegyzett.
2018 júniusában ötéves szerződést írt alá a PSV Eindhovennel, ahova Joshua Brenet és Santiago Arias pótlására igazolták le. Új klubjában ismét az első perctől kezdve alapembernek számított.

### A válogatottban
Még amikor a Barendrechtnél játszott kapott behívót az arubai válogatottba, és 2014 márciusában egy Guam elleni barátságos mérkőzésen debütált. Néhány nappal később ugyanezen ellenfél ellen a második találkozón is pályára lépett és gólt szerzett.
Ronald Koeman 2018 októberében nevezte Dumfriest először a holland válogatottba. 2018. október 13-án játszotta első nemzetközi mérkőzését Németország ellen. A Koeman helyét átvevő új szövetségi kapitány, Frank de Boer nevezte a 2020-as labdarúgó-Európa-bajnokságra.
2021. június 13-án megszerezte első gólját Hollandia színeiben, a győztes találatot az Ukrajna ellen 3-2-re megnyert EB csoport meccsen. Az ezt követő csoportmérkőzésen Ausztria ellen megszerezte második találatát is hazája színeiben.

## Statisztikái

### Klub
Frissítve: 2022. december 16.
| Együttes                   | Szezon                     | Bajnokság                  | Bajnokság  | Bajnokság | Hazai Kupa | Hazai Kupa | Európai Kupa | Európai Kupa | Egyéb      | Egyéb | Összesen   | Összesen |
| Együttes                   | Szezon                     | Osztály                    | Mérkőzések | Gólok     | Mérkőzések | Gólok      | Mérkőzések   | Gólok        | Mérkőzések | Gólok | Mérkőzések | Gólok    |
| -------------------------- | -------------------------- | -------------------------- | ---------- | --------- | ---------- | ---------- | ------------ | ------------ | ---------- | ----- | ---------- | -------- |
| Sparta Rotterdam           | 2014–15                    | Eerste Divisie             | 3          | 0         | 0          | 0          | —            | —            | —          | —     | 3          | 0        |
| Sparta Rotterdam           | 2015–16                    | Eerste Divisie             | 31         | 1         | 2          | 0          | —            | —            | —          | —     | 33         | 1        |
| Sparta Rotterdam           | 2016–17                    | Eredivisie                 | 31         | 1         | 5          | 0          | —            | —            | —          | —     | 36         | 1        |
| Sparta Rotterdam           | Összesen                   | Összesen                   | 65         | 2         | 7          | 0          | 0            | 0            | 0          | 0     | 72         | 2        |
| Heerenveen                 | 2017–18                    | Eredivisie                 | 33         | 3         | 2          | 0          | —            | —            | 2          | 1     | 37         | 4        |
| PSV Eindhoven              | 2018–19                    | Eredivisie                 | 34         | 4         | 0          | 0          | 8            | 0            | 1          | 0     | 43         | 4        |
| PSV Eindhoven              | 2019–20                    | Eredivisie                 | 25         | 7         | 2          | 0          | 12           | 1            | 1          | 0     | 40         | 8        |
| PSV Eindhoven              | 2020–21                    | Eredivisie                 | 30         | 2         | 3          | 1          | 8            | 1            | —          | —     | 41         | 4        |
| PSV Eindhoven              | Összesen                   | Összesen                   | 89         | 13        | 5          | 1          | 28           | 2            | 2          | 0     | 124        | 16       |
| Internazionale             | 2021–22                    | Serie A                    | 33         | 5         | 4          | 0          | 7            | 0            | 1          | 0     | 45         | 5        |
| Internazionale             | 2022–23                    | Serie A                    | 15         | 1         | 0          | 0          | 5            | 1            | 0          | 0     | 20         | 2        |
| Internazionale             | Összesen                   | Összesen                   | 48         | 6         | 4          | 0          | 12           | 1            | 1          | 0     | 65         | 7        |
| Pályafutása során összesen | Pályafutása során összesen | Pályafutása során összesen | 236        | 24        | 18         | 1          | 40           | 3            | 5          | 1     | 298        | 29       |

### Válogatott
Frissítve: 2022. december 16.
| Válogatott | Év       | Mérkőzések | Gólok |
| ---------- | -------- | ---------- | ----- |
| Aruba      | 2014     | 2          | 1     |
| Összesen   | Összesen | 2          | 1     |
| Hollandia  | 2018     | 3          | 0     |
| Hollandia  | 2019     | 6          | 0     |
| Hollandia  | 2020     | 5          | 0     |
| Hollandia  | 2021     | 16         | 3     |
| Hollandia  | 2022     | 12         | 3     |
| Összesen   | Összesen | 42         | 6     |

## Góljai a válogatottakban

### Aruba
| # | Dátum             | Helyszín                            | Ellenfél | Találat | Végeredmény | Kiírás              |
| - | ----------------- | ----------------------------------- | -------- | ------- | ----------- | ------------------- |
| 1 | 2014. március 30. | Trinidad Stadion, Oranjestad, Aruba | Guam     | 1–0     | 2–0         | Barátságos mérkőzés |

### Hollandia
| # | Dátum             | Helyszín                                    | Ellenfél      | Találat | Végeredmény | Kiírás                              |
| - | ----------------- | ------------------------------------------- | ------------- | ------- | ----------- | ----------------------------------- |
| 1 | 2021. június 13.  | Johan Cruijff Arena, Amszterdam, Hollandia  | Ukrajna       | 3–2     | 3–2         | 2020-as labdarúgó EB                |
| 2 | 2021. június 17.  | Johan Cruijff Arena, Amszterdam, Hollandia  | Ausztria      | 2–0     | 2–0         | 2020-as labdarúgó EB                |
| 3 | 2021. október 11. | Feijenoord Stadion, Rotterdam, Hollandia    | Gibraltár     | 4–0     | 6–0         | 2022-es labdarúgó VB selejtező      |
| 4 | 2022. június 3.   | Baldvin király Stadion, Brüsszel, Belgium   | Belgium       | 3–0     | 4–1         | 2022–23-as Nemzetek Ligája (A liga) |
| 5 | 2022. június 11.  | Feijenoord Stadion, Rotterdam, Hollandia    | Lengyelország | 2–2     | 2–2         | 2022–23-as Nemzetek Ligája (A liga) |
| 6 | 2022. december 3. | Halífa Nemzetközi Stadion, Al-Rajján, Katar | Amerika       | 3–1     | 3–1         | 2022-es labdarúgó VB                |

## Külső hivatkozás
- Adatlapja a Transfermarkt weboldalán.
- Adatlapja az OnsOranje weboldalán.